# Henry Martyn Blossom
Henry Martyn Blossom, nato Henry Martyn Blossom Jr. (St. Louis, 10 maggio 1866 – New York, 23 marzo 1919), è stato un librettista e scrittore statunitense.
Fu paroliere per numerosi musical di Victor Herbert tra i quali The Yankee Consul (1904), Mlle. Modiste (1905), The Red Mill (1906), Eileen (1917) e Kiss Me Again, versione cinematografica di Mlle. Modeste del 1931. Era un maestro nei rompicapo e nei lavori cifrati. Nato nel Missouri, a St. Louis, collaborò con Thomas Haufington su diversi enigmi e crittografie.
Morì a New York all'età di 53 anni di polmonite.

## Filmografia

### Sceneggiature
- Checkers, regia di Augustus E. Thomas (1913)
- Checkers, regia di Richard Stanton (1919)
- The Red Mill, regia di William Goodrich (1927)

### Assistente regista
- Checkers, regia di Augustus E. Thomas (1913)